# Chisholm (Minnesota)
Pour les articles homonymes, voir Chisholm.
Chisholm est une ville dans le comté de Saint Louis dans l'État du Minnesota, aux États-Unis.

## Géographie
Selon le Bureau du recensement des États-Unis, la ville s'étend sur 12,28 km2.

## Démographie
| Groupe            | Chisholm | Minnesota | États-Unis |
| ----------------- | -------- | --------- | ---------- |
| Blancs            | 95,5     | 85,3      | 72,4       |
| Métis             | 2,2      | 2,4       | 2,9        |
| Amérindiens       | 1,1      | 1,1       | 0,9        |
| Afro-Américains   | 0,8      | 5,2       | 12,6       |
| Asiatiques        | 0,3      | 4,0       | 4,8        |
| Autres            | 0,1      | 2,0       | 6,4        |
| Total             | 100      | 100       | 100        |
|                   |          |           |            |
| Latino-Américains | 1,4      | 4,7       | 16,7       |

Selon l'American Community Survey, pour la période 2011-2015, 93,99 % de la population âgée de plus de 5 ans déclare parler anglais à la maison, alors que 3,75 % déclare parler l'allemand, 1,48 % l'espagnol et 1,48 % une autre langue.

## Personnalités
- Roger Enrico (1944-2016), ancien PDG de PepsiCo et de Dreamworks.